# G.H. Hardy
Godfrey Harold Hardy, född 7 februari 1877 i Cranleigh, Surrey, död 1 december 1947 i Cambridge, var en brittisk matematiker känd för sina arbeten inom talteori och matematisk analys. Av några få nära vänner kallades han "Harold", men annars endast "G. H."
Hardy är, bland icke-matematiker, mest känd för sin uppsats "En matematikers försvarstal" ("A Mathematician's Apology") från 1940, som behandlar estetiken inom matematik. Försvarstalet brukar betraktas, som lekmannens bästa insikt i en matematikers hjärna.
Hardy blev 1919 professor i Oxford. Han har dels ensam, dels tillsammans med John Littlewood framgångsrikt undersökt olika talteoretiska problem och de motsvarande funktionerna. I ett fall, som handlar om beräkning av antalet partitioner av ett tal, har Hardy även kommit fram till en asymptotiskt exakt formel. Tillsammans med Marcel Riesz utgav Hardy The general theory of Dirichlet's series (1915).
Hardy kom i kontakt med den autodidaktiske indiske matematikern Ramanujan och tillsåg att denne kunde komma till Cambridge år 1914. De blev nära vänner och tillsammans publicerade de ett antal arbeten under Ramanujans återstående levnad.
Hardy invaldes 1934 som utländsk ledamot nummer 759 av Kungliga Vetenskapsakademien.

## Verk
Hardy är också känd för att ha formulerat Hardy-Weinbergs lag 1908, en grundläggande princip inom populationsgenetik, oberoende av Wilhelm Weinberg. Han brukade spela cricket tillsammans med genetikern Reginald Punnett, som i samband med dessa tillfällen orienterade honom om de problem, som fanns inom genetiken.
Från år 1911 samarbetade han med John Littlewood inom matematisk analys och analytisk talteori. Detta ledde till framsteg i Warings problem. Inom primtalsteori bevisade de flera resultat, vissa av dem konditionella. De introducerade flera förmodanden, däribland första och andra förmodan. Hardys samarbete med Littlewood är bland de fruktbaraste i matematikens historia.